# Потковичі
Потковичі — рід волинських бояр, засновниками якого були Потк і його син — Гліб Поткович, якого згадує Галицько-Волинський літопис під 1209 р. як бузького воєводу.
Синами Гліба були волинські бояри Михалко Глібович і, ймовірно, Василь Глібович. Перший також мав двох синів — Івана Михалковича, боярина і сідельничого князя Данила Романовича, та Раха Михайловича, боярина і дворного слугу князя Володимира Васильковича. Сином Івана Михалковича, імовірно, був холмський воєвода короля Данила Лука Іванкович.

## Генеалогічна схема роду волинських бояр Потковичів
- Потк
  - Гліб Поткович, воєвода бузький (1209)
    - Михалко Глібович Скула, боярин волинський (1213)
      - Іван Михалкович, боярин волинський (1227—1230)
        - Лука Іванкович, воєвода холмський (1261)

      - Рах Михайлович, боярин волинський (1281)

    - Василь Глібович, боярин волинський (1245)